# Cornelia Kossen
Cornelia van den Brink-Kossen auch bekannt als Nel Hissink (* 13. Juni 1897 in Amsterdam; † 27. Oktober 1943 KZ Sachsenhausen) war eine niederländische Widerstandskämpferin.

## Leben
Cornelia Kossen wurde als Tochter von Willem Kossen (1833–1901), Seemann, und Dina Lena Bartholomina Anna Korthals (1856–1926) am 13. Juni 1897 in Amsterdam geboren. Sie heiratete am 27. Mai 1920 in Laren den Buchhalter Johan Clasinus Adrianus van den Brink (1896–1984), aus der Ehe hatte sie zwei Töchter. Die Ehe wurde 1935 in Jakarta geschieden. Mit dem Schauspieler und Schriftsteller Coen Hissink (1878–1942) hatte sie seit den 1930er Jahren eine Beziehung.
Nel Kossen war das neunte Kind des zu dem Zeitpunkt bereits 63-jährigen Seefahrers Willem Kossen und seiner 42-jährigen Frau Dina Korthals. Einige ihrer Geschwister lebten bereits nicht mehr im Elternhaus in Amsterdam, als sie aufwuchs. Ihr Vater, der römisch-katholisch war, starb als sie drei Jahre alt war, die Mutter und ihre Geschwister gehörten der Niederländisch-reformierten Kirche an. Sie zog 1916 mit ihrer Mutter nach Laren. Dort lernte sie den Buchhalter Johan van den Brink kennen, den sie 1920 heiratete. Das Paar hatte zwei Töchter, Nelly Leni (1921) und Marianne Helen (Keesje) (1923).
Als Kommunistin verteilte sie Flugblätter, beteiligte sich an Demonstrationen und engagierte sich in der antifaschistischen Bewegung. Nachdem ihr Mann im August 1929 nach Niederländisch-Ostindien abgereist war, wurde die Scheidung der Ehe 1935 in Jakarta vollzogen. Kurze Zeit später begann Nel Kossen eine Beziehung mit dem Schauspieler Coen Hissink. Vermutlich zog sie mit ihren Töchtern zu ihm nach Bussum, später in ein großes Haus nach Blaricum. Sie nannte sich nun Nel Hissink, auch wenn sie nicht mit ihm verheiratet war.
Zusammen mit Coen Hissink engagierte sie sich nach Kriegsausbruch im Widerstand. Coen Hissink weigerte sich, sich in der Kultuurkamer zu registrieren. Er wurde 1941 verhaftet und in das KZ Neuengamme gebracht. Dort starb er am 17. Dezember 1942. Nel Hissink musste nach der Beschlagnahmung seines Hauses dieses verlassen und zog zunächst mit ihrer Tochter in ein Gartenhäuschen in Blaricum, danach nach Amsterdam, wo sie die Halbjüdin Rose Lopes de Leao Leguna bei sich aufnahm. Hissink begann eine Beziehung mit dem zwanzig Jahre jüngeren Dio Remiëns aus Laren und arbeitete unter anderem mit Gerrit van der Veen und Maarten van Gilse an der illegalen Zeitschrift De Vrije Kunstenaar. Sie stellten auch gefälschte Ausweise für befreundete Künstler her, die der obligatorischen Registrierung bei der Kultuurkamer entgehen wollten. Später wurde daraus die Persoonsbewijzencentrale (PBC), welche Untergetauchte und Widerstandskämpfer mit gefälschten Dokumenten versorgte.
Nel Hissink war ebenso wie ihre Tochter Marianne auch an anderen Organisationen beteiligt, wie der Sabotage- und Liquidationsgruppe CS-6, die den deutschen Besatzern bewaffneten Widerstand leisteten. Marianne van den Brink nannte sich nun Keesje Hissink und ähnelte auch im Aussehen ihrer Mutter sehr. Sie leisteten Hilfe für Untergetauchte und verübten Anschläge. Dazu mussten sie auch selbst in den Untergrund. Am 6. Mai 1943 wurden Nel und Keesje Hissink, Dio Remiëns und Rose Lopes de Leao Leguna beim Einbruch in das Haus eines NSB-Mitglieds in Baarn erwischt, als sie versuchten, an eine Liste mit den Namen von zu verhafteten Juden zu kommen, die dort angeblich sein sollte. Zwar gelang ihnen nach einer Schießerei die Flucht, doch wurde Lopes de Leao Leguna noch am selben Tag festgenommen. Sie starb 1944 im KZ Auschwitz. Im Sommer wurden auch die anderen Mitglieder der Gruppe CS-6 verhaftet.
Ein Eindringling in die Gruppe verriet Nel Hissink und Dio Remiëns. Sie wurden verhaftet und in das Internierungslager Weteringschans zum Verhör überstellt. Remiëns wurde am 1. Oktober 1943 in Overveen erschossen. Nel Hissink wurde mit den Widerstandskämpferinnen Reina Prinsen Geerligs und Truus van Lier in das Durchgangslager Amersfoort geschafft, dann in das KZ Sachsenhausen in Oranienburg deportiert. Sie wurden nach Zeugenaussagen am 24. November 1943 dort zur Hinrichtungsstätte geführt und gingen diesen Weg mit erhobenem Kopf und singend. Danach wurden sie durch Erschießen hingerichtet, was bei Frauen nicht üblich war. In den offiziellen Papieren wurde als Todestag jedoch der 27. Oktober 1943 vermerkt.
Am 18. Mai 2000 wurde in Amsterdam-Osdorp eine Straße zu ihrem Gedenken benannt: die N. Hissinkstraat.